# Jody Miller
Jody Miller, eigenlijke naam Myrna Joy Miller (Phoenix (Arizona), 29 november 1941 – Blanchard (Oklahoma), 6 oktober 2022), was een Amerikaanse zangeres. Ze zong vooral countrymuziek, maar heeft ook een paar maal de Billboard Hot 100 gehaald. Sinds de vroege jaren negentig van de 20e eeuw zong ze ook gospelmuziek.
Jody Miller was getrouwd met Monty Brooks en noemde zich daarom ook wel Jody Brooks.

## Carrière
Jody Miller is geboren in Phoenix (Arizona), maar groeide op in Blanchard (Oklahoma). Ze begon in de vroege jaren zestig van de 20e eeuw onder invloed van Joan Baez folkliedjes te zingen, waarbij ze zichzelf op een gitaar begeleidde. Kort daarna verhuisde ze met haar man Monty naar Los Angeles, waar ze een platencontract tekende met Capitol Records. In 1964 had ze een eerste bescheiden hitje met He Walks Like a Man (66 in de Billboard Hot 100).
Het jaar daarop deed ze mee aan het Festival van San Remo, waar ze Io Che Non Vivo van Pino Donaggio zong. In 1966 zou dit nummer onder de titel You Don't Have to Say You Love Me in de vertolking  van Dusty Springfield een wereldwijde hit worden.
Later in 1965 scoorde Jody Miller haar grootste hit, Queen of the House op de melodie van King of the Road van Roger Miller (overigens geen familie). De liedjesschrijfster Mary Taylor maakte een nieuwe tekst over het leven van een huisvrouw:
Up every day at six.
Bacon and eggs to fix.
Four kids from one to four.
Pretty soon there'll be one more.
Jody Miller was trouwens hoogzwanger toen ze het nummer opnam.
Het nummer kwam tot de twaalfde plaats in de Billboard Hot 100. Ze ontving er in 1966 een Grammy Award voor in de categorie ‘Best Female Country Vocal Performance’.
De een na grootste hit van Jody Miller kwam ook uit in 1965. Home of the Brave, dat de 25e plaats haalde, is een protestlied over een jongen die wordt getreiterd en van school wordt gestuurd omdat hij lang haar draagt en zich anders kleedt dan zijn klasgenoten.
Daarna ging ze steeds meer de kant van de countrymuziek op. Veel platen haalden de Hot Country Songs, de speciale countryhitparade, maar ze was nog maar sporadisch te vinden in de Billboard Hot 100. In 1970 stapte ze over naar het platenlabel Epic Records.
In de jaren tachtig stopte ze een tijdlang met optredens en platen maken en trok ze zich met haar man terug op een boerderij in Oklahoma. In 1987 nam ze bij een klein platenlabel in Oklahoma een album op met patriottische liederen (zoals The Star-Spangled Banner en God Bless America): My Country. Het campagneteam van presidentskandidaat George H.W. Bush hoorde de plaat en schakelde haar in bij de campagne. Toen Bush gekozen was, zong ze in het Witte Huis bij een receptie ter gelegenheid van zijn beëdiging als president.
In de jaren negentig werd ze gegrepen door het christendom en ging ze gospelmuziek zingen. Een tijdlang trad ze samen met haar dochter Robin op. In 1998 werd ze opgenomen in de Country Gospel Music Hall of Fame en in 2006 in America's Old Time Country Music Hall of Fame. 
Miller leed aan de ziekte van Parkinson en overleed aan complicaties hiervan op 80-jarige leeftijd.

## Discografie (tot 1980)

### Singles
In dit overzicht zijn alleen de singles opgenomen met een notering in de Hot Country Songs en/of de Billboard Hot 100.
| Uitgebracht | Naam                                    | Hoogste notering Hot Country Songs | Hoogste notering Billboard Hot 100 |
| ----------- | --------------------------------------- | ---------------------------------- | ---------------------------------- |
| 1964        | He Walks Like a Man                     | –                                  | 66                                 |
| 1965        | Queen of the House                      | 5                                  | 12                                 |
| 1965        | Silver Threads and Golden Needles       | –                                  | 54                                 |
| 1965        | Home of the Brave                       | –                                  | 25                                 |
| 1968        | Long Black Limousine                    | 73                                 | –                                  |
| 1970        | Look at Mine                            | 21                                 | –                                  |
| 1970        | If You Think I Love You                 | 19                                 | –                                  |
| 1971        | He's so fine                            | 5                                  | 53                                 |
| 1971        | Baby I'm Yours                          | 5                                  | 91                                 |
| 1972        | Be My Baby                              | 15                                 | –                                  |
| 1972        | Let's All Go Down to the River          | 13                                 | –                                  |
| 1972        | There's a Party Goin' On                | 4                                  | –                                  |
| 1972        | To know him, is to love him             | 18                                 | –                                  |
| 1973        | Good News                               | 9                                  | –                                  |
| 1973        | Darlin', You Can Always Come Back Home  | 5                                  | –                                  |
| 1973        | The House of the Rising Sun             | 29                                 | –                                  |
| 1974        | Reflections                             | 55                                 | –                                  |
| 1974        | (You Make Me Feel Like) A Natural Woman | 46                                 | –                                  |
| 1974        | Country Girl                            | 41                                 | –                                  |
| 1975        | The Best in Me                          | 78                                 | –                                  |
| 1975        | Don't Take it Away                      | 67                                 | –                                  |
| 1975        | Will you love me tomorrow               | 69                                 | –                                  |
| 1976        | Ashes of Love                           | 48                                 | –                                  |
| 1976        | When the New Wears Off Our Love         | 25                                 | –                                  |
| 1977        | Spread a Little Love Around             | 71                                 | –                                  |
| 1977        | Another Lonely Night                    | 76                                 | –                                  |
| 1978        | Soft Lights and Slow, Sexy Music        | 97                                 | –                                  |
| 1978        | (I Wanna) Love My Life Away             | 67                                 | –                                  |
| 1978        | Kiss Away                               | 65                                 | –                                  |
| 1979        | Lay a Little Lovin' on Me               | 97                                 | –                                  |

### Albums
- 1963: Wednesday's Child is Full of Woe
- 1965: Queen of the House
- 1965: Home of the Brave
- 1966: Jody Miller Sings the Great Hits of Buck Owens
- 1968: The Nashville Sound of Jody Miller
- 1970: Look at Mine
- 1971: He's So Fine
- 1972: There's a Party Goin' On
- 1973: The Best of Jody Miller
- 1973: Good News
- 1974: House of the Rising Sun
- 1975: Country Girl
- 1976: Will You Love Me Tomorrow
- 1977: Here’s Jody Miller

### Verzamel-cd’s
- 1998: Home of the Brave: Original Recordings Limited Edition
- 1999: Anthology
- 2012: Complete Epic Hits